# Cornel Puchianu
Cornel Dumitru Puchianu est un biathlète roumain, né le 27 octobre 1989 à Brașov. Il a aussi une carrière junior en ski de fond.

## Biographie
De 2007 à 2010, il prend part à des compétitions internationales de ski de fond.
Dans le biathlon, représentant le club de Predeal, il fait ses débuts en Coupe du monde  en novembre 2013 à Östersund et marque ses premiers points un an plus tard au même endroit (28e). 
Aux Jeux olympiques d'hiver de 2014, à Sotchi, il est 30e du sprint (meilleur résultat masculin en biathlon de la Roumanie dans l'histoire), 47e de la poursuite et 59e de l'individuel.
Aux Championnats du monde de biathlon d'été 2015, il est médaillé de bronze avec le relais mixte. Aux Championnats du monde2016, il est notamment 26e du sprint.
Au début de la saison 2016-2017, il améliore sa meilleure performance en Coupe du monde avec une quatorzième place à l'individuel d'Östersund. Il est aussi vingtième du sprint des Championnats du monde d'Hochfilzen cet hiver.
Aux Jeux olympiques d'hiver de 2018, il est 60e du sprint, 58e de la poursuite, 55e de l'individuel et 14e du relais.

## Palmarès

### Jeux olympiques d'hiver
| Épreuve / Édition                | Individuel | Sprint | Poursuite | Mass start | Relais | Relais mixte |
| Jeux olympiques 2014 Sotchi      | 59e        | 30e    | 47e       | -          | -      | -            |
| Jeux olympiques 2018 Pyeongchang | 55e        | 60e    | 58e       | -          | 14e    | -            |

Légende :
- - : Non disputée par Puchianu

### Championnats du monde
| Épreuve / Édition                | Individuel | Sprint | Poursuite | Mass start | Relais | Relais mixte |
| Mondiaux 2013 Nové Město         | 75e        | 74e    | —         | —          | 18e    | 20e          |
| Mondiaux 2015 Kontiolahti        | 67e        | 32e    | 34e       | —          | 22e    | 20e          |
| Mondiaux 2016 Holmenkollen       | 94e        | 26e    | 50e       | —          | 18e    | 22e          |
| Mondiaux 2017 Hochfilzen         | 76e        | 20e    | 38e       | —          | 17e    | 20e          |
| Mondiaux 2019 Östersund          | 53e        | 88e    | —         | —          | 22e    | 26e          |
| Mondiaux 2020 Antholz-Anterselva | 63e        | 74e    | —         | —          | 23e    | 26e          |
| Mondiaux 2021 Pokljuka           | 63e        | 85e    | —         | —          | 14e    | 25e          |

Légende :
- — : non disputée par Puchianu

### Coupe du monde
- Meilleur classement général : 53e en 2017
- Meilleur résultat individuel : 14e.

#### Différents classements en Coupe du monde
| Année     | Classement général final | Sprint | Poursuite | Individuel | Mass start |
| 2014-2015 | 63e                      | 61e    | 69e       | 49e        | -          |
| 2015-2016 | 84e                      | 72e    | -         | -          | -          |
| 2016-2017 | 53e                      | 50e    | 80e       | 37e        | -          |
| 2017-2018 | 99e                      | 89e    | -         | -          | -          |
| 2018-2019 | 97e                      | -      | 75e       | -          | -          |
| 2019-2020 | 80e                      | 68e    | -         | -          | -          |

### Championnats du monde de biathlon d'été
- Médaille de bronze du relais mixte en 2015.